# Torrbacke
Torrbacke kallas en typ av torr och mager ängsmark. Som namnet antyder återfinns den ofta i ett kuperat landskap.
Torrbackar användes förr som betesmark och till slåtter, och är idag en viktig biotop för många växter och insekter.